# Kios (Cypr)
Kios (gr. Κιός) – wieś w Republice Cypryjskiej, w dystrykcie Pafos.